# Hedda Gabler (film, 1993)

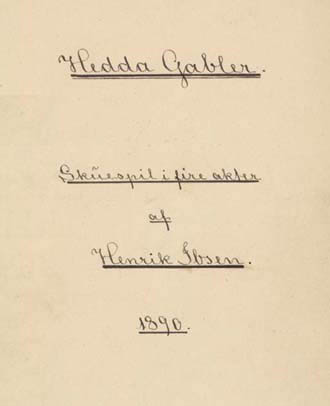
Manuskript från 1890

Hedda Gabler är en svensk TV-film från 1993 i regi av Margareta Garpe. Filmen bygger på Henrik Ibsen pjäs med samma namn från 1890 och i huvudrollen som Hedda Gabler ses Lena Endre.

## Handling
Hedda är nygift men uttråkas av mannen och den småborgerliga miljö hon befinner sig i. En av hennes tidigare beundrare, Lövborg, har gett ut en bok som lovordats och han har även skrivit manus till en ny tillsammans med väninnan Thea. En afton går Lövborg och Heddas man på en bjudning och på denna tappas manuset bort. När Lövborg upptäcker förlusten återfaller han i alkoholism och uppmuntrad av Hedda tar han sitt liv. Hedda saknar framtidstro och tar även hon livet av sig.

## Rollista
- Lena Endre – Hedda Gabler
- Göran Ragnerstam – Jörgen Tesman
- Gunilla Röör – Thea Elvsted
- Lars-Erik Berenett – assessor Brack
- Stefan Sauk – Eilert Lövborg
- Gunnel Lindblom – fröken Tesman
- Margreth Weivers – Berta

## Om filmen
Filmen producerades av Pia Ehrnvall för Sveriges Television. Filmen fotades av Wulf Meseke, Jan Wictorinus och Sven-Åke Visén och klipptes av Michal Leszczylowski. Den premiärvisades den 26 december 1993 i Kanal 1. Vid BAFTA Awards 1994 nominerades Clive Thomas till pris för bästa ljus.